# Abigail II: The Revenge
Pour les articles homonymes, voir Abigaïl.
Albums de King Diamond
House of God
(2000) The Puppet Master
(2003)
Abigail II: The Revenge est le dixième album studio du groupe danois King Diamond. Il est sorti le 29 janvier 2002 sur le label Massacre Records et fut produit par King Diamond, Andy Larocque et Kol Marshall.

## Historique
Cet album fut enregistré et mixé dans les studios Nomad Recording de Dallas au Texas. Quelques enregistrements additionnels furent effectués en Suède dans les studios Los Angered Recording de Göteborg. Trois nouveaux musiciens viennent rejoindre le King et Andy LaRocque, le guitariste suédois Mike Wead, le batteur Matt Thompson et le bassiste Hal Patino qui avait déjà enregistré avec le groupe l'album The Eye en 1990.
L'album se classa dans les charts finlandais et suédois, respectivement à la 24e et 42e place.

## Liste des titres
Toutes les paroles sont écrites par King Diamond, toute la musique est composée par King Diamond, sauf indications.
| No  | Titre                             | Durée |
| --- | --------------------------------- | ----- |
| 1.  | Spare this Life                   | 1:44  |
| 2.  | The Storm                         | 4:22  |
| 3.  | Mansion in Sorrow (Andy LaRocque) | 3:36  |
| 4.  | Miriam                            | 5:10  |
| 5.  | Little One                        | 4:31  |
| 6.  | Slippery Stairs (Andy LaRocque)   | 5:10  |
| 7.  | The Crypt                         | 4:11  |
| 8.  | Broken Glass                      | 4:13  |
| 9.  | More than Pain                    | 2:31  |
| 10. | The Wheelchair                    | 5:19  |
| 11. | Spirits (Andy LaRocque)           | 4:57  |
| 12. | Mommy                             | 6:26  |
| 13. | Sorry Dear                        | 0:53  |

## Composition du groupe
- King Diamond chants, claviers
- Andy LaRocque — guitare
- Mike Wead — guitare
- Hal Patino — basse
- Matt Thompson — batterie

## Charts
| Pays     | Durée du classement | Meilleur classement |
| -------- | ------------------- | ------------------- |
| Finlande | 1 semaine           | 24e                 |
| Suède    | 1 semaine           | 42e                 |